# Areop-Enap
Areop-Enap ("La Araña Antigua") es un ser de la mitología nauruana, que según la tradición en Nauru hizo una gran parte de la creación del mundo. 

## Mitología
Al principio de Creación, las únicas cosas en la existencia eran Areop-Enap y un antiguo mar. En esa época cuando Areop-Enap buscó la comida en la oscuridad, encontró una almeja enorme; pero antes de que ella pudiera aturdirla, la almeja la tragó y se cerró de nuevo. Atrapada adentro de la almeja, Areop-Enap exploró los interiores de esta, encontrando un caracol diminuto. En vez de matarlo para comérselo, ella le pidió que subiera a la bisagra de la concha, y desde ese lugar vea cuando la almeja se abra. 
Cuando el caracol se movió por dentro de la almeja, sucedió que en su camino dejó un sendero fosforescente. Gracias a esa luz, Areop-Enap vio a Rigi (un gusano blanco). Ignorando el caracol, Areop-Enap pensó en un nuevo plan, y lanzó un poderoso hechizo en Rigi; y así lo persuadió de intentar abrir a la almeja. 
Rigi puso su cabeza contra la concha superior y su cola contra la inferior, y comenzó a tratar de moverla con gran esfuerzo. Sin embargo la almeja se resistía. Fue así como el sudor de Rigi comenzó a juntarse y a hacer una piscina en la concha de abajo; transformarse luego en un lago y finalmente en un mar. La salobridad del agua de este mar mató la almeja y abrió su concha. 
Al ver lo sucedido, Areop-Enap creó la Tierra con la concha de abajo, y el cielo con la concha de arriba; y puso al caracol en lo alto del cielo, dónde se volvió la Luna. Posteriormente hizo las islas con la carne de la almeja y le agregó vegetación que fue hecha de su propio hilo de araña. Finalmente ella al ver que Rigi estaba ahogado, lo colgó en el cielo para ser la Vía Láctea. 
Al estar el mundo ya hecho, Areop-Enap creó a los humanos de las piedras para que ellos pudieran sostener el cielo, y en ese momento descubrió que había otras criaturas en el mundo recientemente creado. Así que ella creó una criatura alada o pájaro , a partir de la suciedad bajo sus uñas; y lo puso para incomodar a las criaturas, para que ellos se llamaran entre sí para matarse.
- Datos: Q642564

Aerop-Enap aparece en el libro El Mago y La Hechicera de Michael Scott.